# Emmanuel Bove
Pour les articles homonymes, voir Bove.
 (juillet 2018).
Si vous disposez d'ouvrages ou d'articles de référence ou si vous connaissez des sites web de qualité traitant du thème abordé ici, merci de compléter l'article en donnant les références utiles à sa vérifiabilité et en les liant à la section « Notes et références ».
Emmanuel Bove, né le 20 avril 1898 à Paris 14e et mort le 13 juillet 1945 dans le 17e, est un écrivain français, connu également sous les pseudonymes de Pierre Dugast et Emmanuel Valois.

## Biographie
De son vrai nom Emmanuel Bobovnikoff, il naît d'un père juif venu de Russie, sans profession fixe, et d'une mère luxembourgeoise employée de maison ; il a un frère, Léon. À l'âge de 14 ans, il décide de devenir romancier. Il fait sa scolarité à l'École alsacienne jusqu'en 1910, et poursuit ses études au lycée Calvin de Genève. À cette période, son père, sans avoir quitté sa mère, vit avec une Anglaise, Emily Overweg, dont la rencontre sera déterminante pour son écriture. En 1915, il est envoyé en pension en Angleterre, où il achève sa scolarité. Revenu à Paris en 1916, il vit, dans une situation précaire, de petits métiers. En 1917 il fait un mois de prison pour vagabondage.
En 1921, il épouse Suzanne Vallois et s'installe dans la banlieue de Vienne. C'est en Autriche qu'il se lance dans l'écriture en publiant de nombreux romans populaires sous le pseudonyme de Jean Vallois. En 1922, il revient à Paris, où il vit seul jusqu'à ce que sa femme le rejoigne en 1923. La même année, il fait ses débuts dans le journalisme, ainsi que dans la traduction, grâce à Georges d'Ostoya.
Colette remarque une de ses nouvelles et lui propose de le publier. Il lui apporte alors Mes amis, dont la publication en 1924, est un succès. Emmanuel Bove publie, en 1927, Bécon-les-Bruyères, qui annonce le genre nouveau de la littérature documentaire.
En 1928, il rencontre Louise Ottensooser, qui l'introduit dans les milieux artistiques. La même année, il remporte le prix Eugène Figuière pour Mes amis et La Coalition.
Il continue à publier régulièrement jusqu'à la Seconde Guerre mondiale. Mobilisé comme travailleur en 1940, il souhaite rejoindre Londres et refuse toute publication durant l'Occupation. En 1942, il parvient à rejoindre Alger, où il écrit ses trois derniers romans : Le Piège, Départ dans la nuit et Non-lieu. Ces dernières œuvres décrivent le milieu trouble de la collaboration et les incertitudes de l'époque. Il en publie deux en 1945 : Le Piège et Départ dans la nuit.
De santé fragile, très affaibli par une pleurésie contractée durant son exil algérien (paludisme), Emmanuel Bove meurt, le 13 juillet 1945, à l'âge de 47 ans de cachexie et défaillance cardiaque.

## Postérité
Nora de Meyenbourg, la fille d'Emmanuel Bove a beaucoup contribué à la réhabilitation littéraire de son père en sauvegardant soigneusement ses manuscrits et sa correspondance, et en participant étroitement à la réédition de l'œuvre de son père. Peter Handke a été le traducteur de Bove pour l'Allemagne. Samuel Beckett dit de lui qu'« il a le sens du détail touchant ».
Du 4 mars au 30 avril 2011, la Bibliothèque J-B Charcot de Courbevoie organise l'exposition Sur les pas d'Emmanuel Bove à Bécon-les-Bruyères.
Du 7 mai au 2 juillet 2017, la Bibliothèque universitaire de Darmstadt en Allemagne présente une exposition consacrée à Emmanuel Bove avec le soutien de Peter Handke, qui présente de nombreux documents comme le manuscrit de La Mort de Dinah, un envoi de Bove à Rainer Maria Rilke, des contes inédits publiés dans Paris-Soir et des photographies de Thomas Laux qui a traduit plusieurs textes de Bove en allemand.

## Œuvres principales
Alors qu'Emmanuel Bove était considéré avant-guerre comme l'un des principaux écrivains français, son œuvre, rapidement tombée dans l'oubli à la Libération, est longtemps restée indisponible avant d'être rééditée à partir des années 1970.

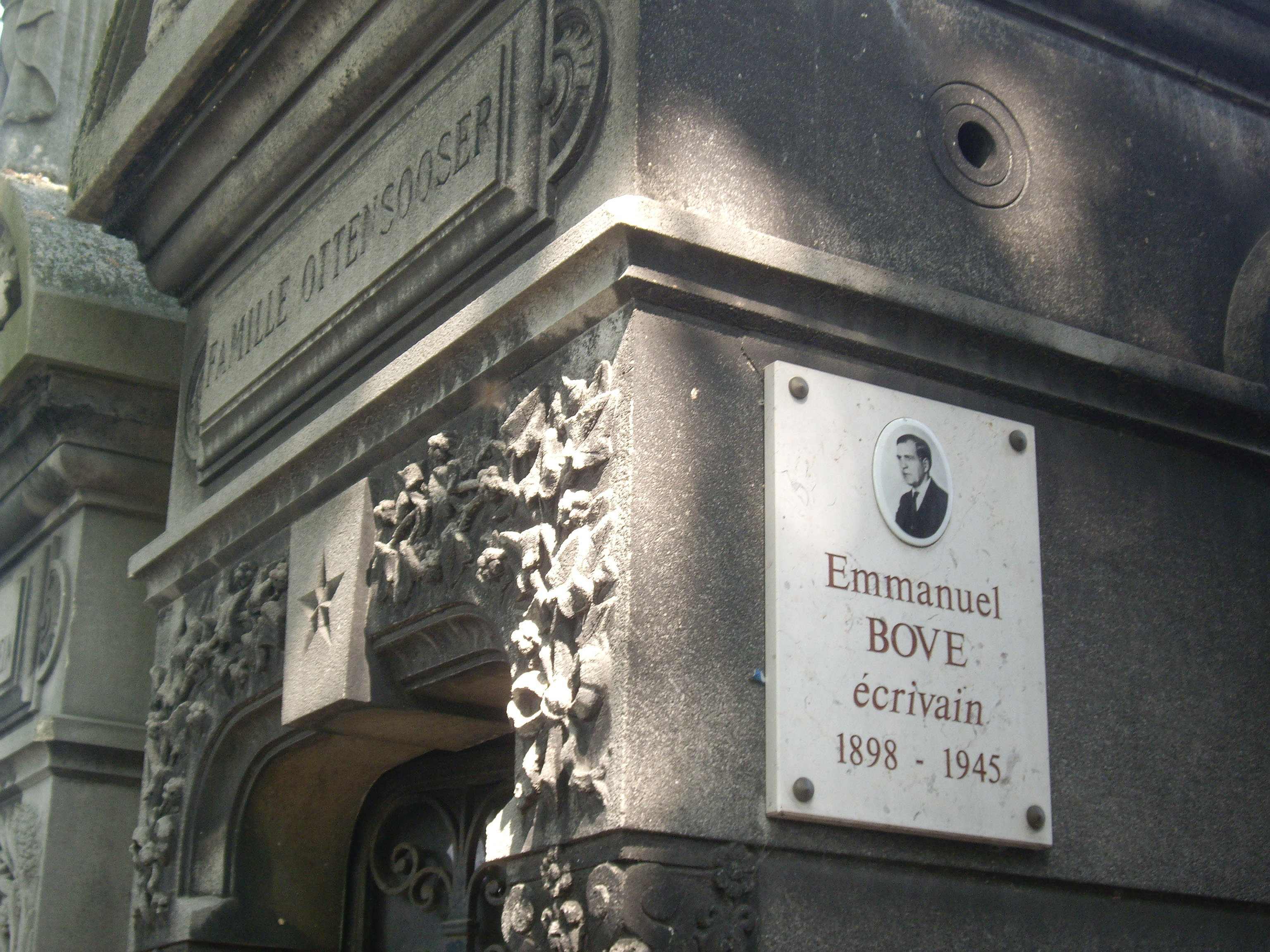
Tombe au cimetière du Montparnasse

- Mes amis, Ferenczi & fils, coll. « Colette », 1924[6] ; nouvelle édition en 1926 aux éditions Émile-Paul Frères, puis plusieurs rééditions : Éditions L'Arbre vengeur, 2017 ; LGF, coll. « Le Livre de poche. Biblio » no 35121, 2018  (ISBN 978-2-253-10045-4) ; L'Arbre vengeur, coll. « L'arbuste véhément », 2018 ; (suivi de Le Crime d'une nuit), Éditions Points, coll. « Classiques », 2022  (ISBN 978-2-7578-9386-9), Éditions La République des lettres, 2023  (ISBN 978-2-8249-1381-0)
- Visite d’un soir, 1925
- Le Crime d'une nuit, nouvelles, 1926
- Armand, éditions Émile-Paul Frères, 1927 ; rééditions : Éditions Sillage, 2020 ; Éditions Cent Pages, coll. « Rouge-gorge », 2020  (ISBN 978-2-9163-9079-6) ; Éditions Flammarion, coll. « GF » no 1662, 2024  (ISBN 978-2-08-027312-3)
- Bécon-les-Bruyères, monographie publiée dans la revue Europe[7] en mai 1927, sur un endroit où il a lui-même demeuré ; édition originale en volume parue aux éditions Émile-Paul en 1927 dans la collection Portrait de la France; réédition, Éditions Cent Pages, 2015  (ISBN 978-2-9163-9046-8) ; réédition (suivi de Le Retour de l'enfant), Gallimard, coll. « Folio 2euros » no 6319, 2017  (ISBN 978-2-07-272303-2)
- Un soir chez Blutel, 1927 ; réédition, Éditions Sillage, 2018  (ISBN 979-1-09-189683-2)
- La Coalition, éditions Émile-Paul Frères, 1928 ; rééditions chez Flammarion en 1986 et L'Arbre Vengeur en 2017  (ISBN 979-1-09-150455-3)
- Une fugue, Les éditions de la Belle Page, 1928 ; réédition, Sillage, 2023  (ISBN 978-2-38141-043-2)
- La Mort de Dinah, 1928 ; réédition, Le Dilettante, 1992 ; réédition, Hésiode éditions, 2022  (ISBN 978-2-38512-022-1)
- Cœurs et Visages, roman, 1928 ; réédition, Éditions Sillage, 2016  (ISBN 979-1-09-189650-4)
- Henri Duchemin et ses ombres (recueil de nouvelles), éditions Émile-Paul Frères, 1928
- Un père et sa fille, roman, 1928
- Aftalion, Alexandre, nouvelle, 1928 ; réédition, Le Dilettante, 1986  (ISBN 9782905344083)
- L’Amour de Pierre Neuhart, éditions Émile-Paul Frères, 1929 ; rééditions : Le Castor astral, 1998  (ISBN 2-85920-106-8) ; Hésiode éditions, 2022  (ISBN 978-2-38512-030-6)
- Monsieur Thorpe (Les deux masques), Éditions Lemarget, 1930 ; réédition, Le Castor astral, 2003  (ISBN 2-85920-543-8)
- Journal écrit en hiver, 1931 ; réédition, Sillage, 2016  (ISBN 979-1-09-189644-3)
- Un célibataire, 1932 ; réédition, Éditions L'Arbre vengeur, coll. « L'Arbuste véhément », 2021 ; Éditions La République des lettres, 2024  (ISBN 978-2-8249-1322-3)
- Le Beau-Fils, 1934 ; réédition, Critérion, 1991  (ISBN 2-903702-80-2)
- L'Impossible Amour, 1935 (paru uniquement en feuilleton) ; réédition Le Castor astral, 1994 et 2003
- Le Pressentiment, Gallimard, 1935 ; réédition, éditions Points, coll. « Signatures », 2009  (ISBN 978-2-7578-1226-6)
- Adieu Fombonne, 1937
- La Dernière Nuit, 1939 ; réédition Le Castor astral, 1993, 2003 et 2017  (ISBN 979-1-02-780131-2)
- Le Piège, éditions Pierre Trémois, 1945 ; réédition, Sillage, 2022  (ISBN 978-2-381410-28-9)
- Départ dans la nuit, 1945 ; réédition, (suivi de Non-lieu), Gallimard, coll. « L'Imaginaire » no 284, 1992  (ISBN 2-07-072721-1)
- Non-lieu, 1946 ; réédition, (précédé de Départ dans la nuit), Gallimard, coll. « L'Imaginaire » no 284, 1992  (ISBN 2-07-072721-1)
- Un homme qui savait (écrit en 1942), la Table Ronde, coll. « Le petit vermillon », 1985, réédition en 1996 et 2017.
- Mémoires d'un homme singulier (achevé en 1939), Calmann-Lévy, 1987, réédition en 1994 puis Le Castor astral, 2018. « Je n'ai rien demandé à l'existence d'extraordinaire. Je n'ai demandé qu'une chose. Elle m'a toujours été refusée. J'ai lutté pour l'obtenir, vraiment. Cette chose, mes semblables l'ont sans la chercher. Cette chose n'est ni l'argent, ni l'amitié, ni la gloire. C'est une place parmi les hommes, une place à moi, une place qu'ils reconnaîtraient comme mienne sans l'envier, puisqu'elle n'aurait rien d'enviable. Elle ne se distinguerait pas de celles qu'ils occupent. Elle serait tout simplement respectable ».
- Un caractère de femme, Flammarion, 1999
- Romans, édition établie par Jean-Luc Bitton des romans Mes amis ; Armand ; Bécon-les-Bruyères ; Un soir chez Blutel ; La Coalition ; Henri Duchemin et ses ombres ; Coeurs et Visages ; Journal écrit en hiver ; Le Piège, Flammarion, coll. « Mille et une pages », 1999  (ISBN 2-08-067694-6)
- Arrestations célèbres, recueil d'articles, Grenoble, Éditions Cent Pages, 2013
- Contes inédits de PARIS-SOIR, éditions Les Trompettes Marines, 2017
- Le Remords, nouvelles, Toulouse, Éditions Ombres, coll. « Petite bibliothèque Ombres », 2017
- « Une trilogie noire » réunit en seul volume Le Meurtre de Suzy Pommier, Un Raskolnikoff, La Toque de Breitschwanz, EST-Samuel Tastet Éditeur, 2018  (ISBN 978-2-86818-065-0)

## Adaptations

### Au cinéma
- 1998 : Blumenstein Fernand[8], film tchèque réalisé par Marek Bouda, adaptation de la nouvelle L'Histoire d'un fou, avec David Nykl, Frantisek Nemec, Jana Dolanská et Svatopluk Matyás
- 2006 : Le Pressentiment, film français réalisé par Jean-Pierre Darroussin, adaptation du roman publié en 1935, avec Jean-Pierre Darroussin, Valérie Stroh et Hippolyte Girardot

### À la télévision
- 1991 : Le Piège[9], téléfilm français réalisé par Serge Moati, adaptation du roman éponyme publié en 1945, avec André Dussollier, Grace de Capitani, Pierre Dux, Michel Aumont, Jean Desailly et François Berléand